# Ungava Bay
Ungava Bay (französisch Baie d'Ungava; Inuktitut:  ᐅᖓᕙ ᑲᖏᖅᓗᒃ / ungava kangiqluk) ist eine Bucht im Norden der kanadischen Labrador-Halbinsel.
Die Bucht und alle in ihr liegenden Inseln gehören administrativ zur Region Qikiqtaaluk des Territoriums Nunavut, während ihre Festlandküste zur Region Nunavik (Verwaltungsregion Nord-du-Québec) der Provinz Québec gehört.

## Geographie
Die etwa 33.000 km² große Bucht grenzt im Westen an die Ungava-Halbinsel, im Norden öffnet sie sich in die Hudsonstraße und erreicht dort eine Breite von etwa 265 km. Die Ungava Bay ist ein mit durchschnittlich 150 m vergleichsweise flaches Gewässer, die größte Tiefe wird mit rund 300 m im Nordosten erreicht. Die Bucht liegt im Einflussbereich des kalten Labradorstroms, sodass die Landschaft rund um die Bucht von Tundra geprägt und die Bucht im Winter und Frühjahr von Packeis bedeckt ist.
Wichtige Zuflüsse in die Ungava Bay sind Rivière Arnaud, Rivière aux Feuilles, Rivière Koksoak, Rivière à la Baleine und Rivière George. Größte Insel in der Bucht ist Akpatok Island im Nordwesten.
Im Südwesten der Ungava Bay wird – neben der Bay of Fundy – der möglicherweise weltweit höchste Tidenhub registriert.

## Besiedlung
Auf Pamiok Island im Nordwesten der Ungava Bay sind steinerne Reste langhausähnlicher Strukturen von über 44 Meter Länge nachweisbar. Sie werden der Dorset-Kultur zugeschrieben.

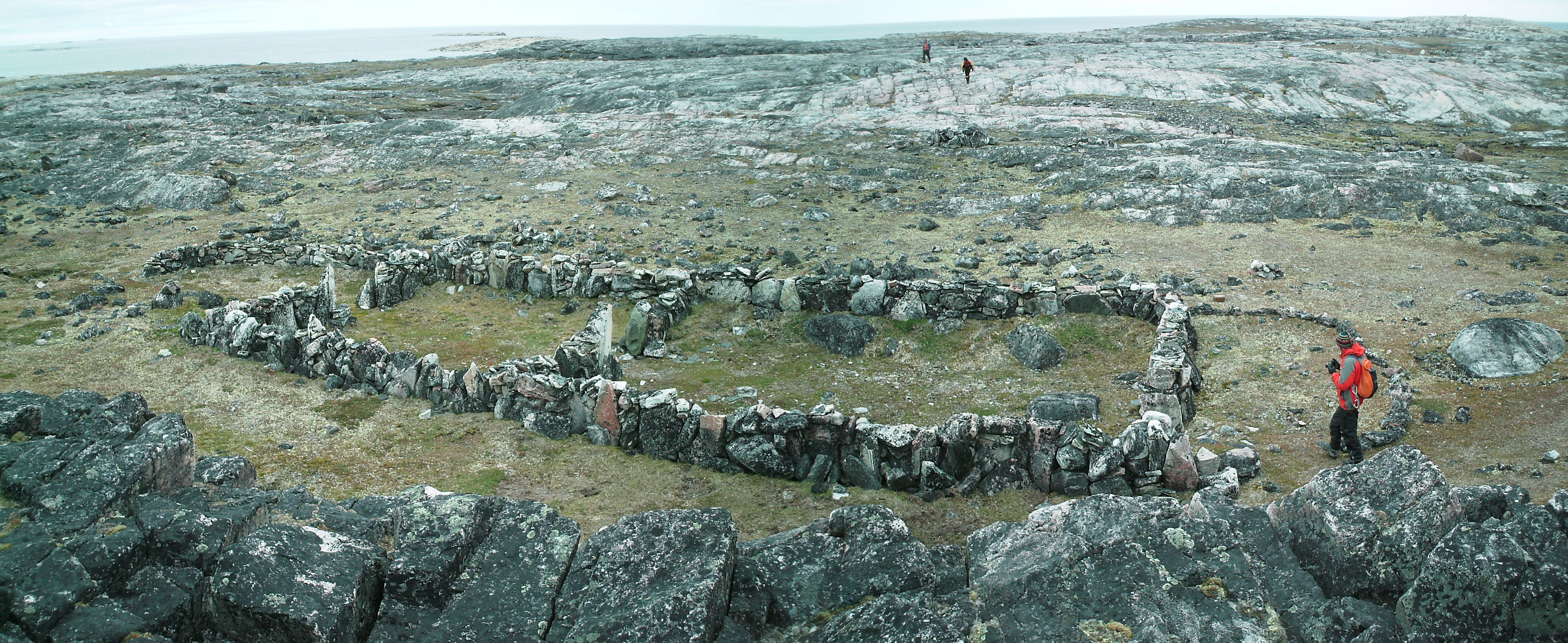
Langhaus Nr. 2 auf Pamiok Island

Deren Langhäuser könnten von den Wikingern beeinflusst worden sein. Rätsel gibt die Konstruktion der (bisher nicht nachgewiesenen) Bedachung auf, da Bauholz erst etwa 200 Kilometer weiter südlich vorhanden ist. Farley Mowat hielt es für möglich, dass Wikinger in der tierreichen Region überwinterten und ihre umgedrehten Boote als Wetterschutz auf den Steinfundamenten benutzten.
Im Jahr 1602 erkundete die Expedition von George Weymouth auch die Ungava Bay. Die Naskapi aus dem südlichen Waldland jagten im Binnenland Karibus, während die Inuit vor allem das Küstengebiet besiedelten und von Meerestieren lebten. Im 19. Jahrhundert betrieb die Hudson’s Bay Company Pelzhandel in der Gegend des heutigen Kuujjuaq. Seit 1921 leben französische Pelzhändler und Siedler in Kangirsuk 13 Kilometer von der Westküste der Ungava Bay entfernt. Das Verschwinden der Karibus und der Niedergang des Pelzhandels in der Krise der 1930er Jahre führte zur Verarmung der Einwohner.
Heute liegen wieder zahlreiche Inuit-Siedlungen an der Küste der Ungava Bay, von denen Kuujjuaq 50 Kilometer oberhalb der Mündung des Rivière Koksoak mit über 2000 Einwohnern die bedeutendste ist. Lebensgrundlagen bilden Jagd, Fischfang, Muschelsuche und die teils genossenschaftlich organisierte handwerkliche Herstellung von Bekleidung.

## Ökologie
Die Ufer der Bucht sind Brutgebiete der Dickschnabellumme. Auch Belugawale finden sich hier bei offenem Wasser ein. Ferner gibt es Eisbären.